# N’Ostalgiemuseum
Das N’Ostalgiemuseum in Leipzig ist ein privates Museum. Der Name entstammt einem Wortspiel, in dem die Nostalgie im Kofferwort Ostalgie noch einmal gesondert betont wird. Über 12.000 Exponate des Alltags in der DDR werden Besuchern gezeigt. Gegründet wurde das Museum in der Stadt Brandenburg an der Havel. Zwischenzeitlich war das Museum in Mötzow (Beetzseeheide) angesiedelt, zog aber 2016 nach Leipzig.

## Geschichte
Das Museum basiert auf der Privatsammlung von Horst Häger (1937–2011), einem ehemaligen Stahlwerker, die er ab 1990 zusammengetragen hatte. 1998 sollte das Mietshaus in Brandenburg an der Havel, in dessen Keller er seine Sammlung zunächst untergebracht hatte, abgerissen werden. Die städtische Wohnungsbaugenossenschaft stellte ihm zum Ausgleich gesonderte Räumlichkeiten in der Steinstraße zur Verfügung, die er erstmals für eine öffentliche Ausstellung nutzte. Im Dezember 1999 wurde die Sammlung der Öffentlichkeit vorgestellt.
Unterstützt wurde Horst Häger von seiner Enkelin Nancy Häger. Nachdem die Räumlichkeiten zu klein für die weiter anwachsende Sammlung wurden, zog das Museum 2009 aus Brandenburg an der Havel auf das Gelände des Domstiftsguts Mötzow, wo ein denkmalgeschütztes ehemaliges Stallgebäude angemietet wurde. 2010 übergab Horst Häger die Sammlung seiner Enkelin.
Im Sommer 2016 zog das Museum mit seiner Betreiberin von Mötzow in Brandenburg nach Leipzig. Es befindet sich in der Nikolaistraße 28–32 (in Steibs Hof), nahe der Nikolaikirche.

## Ausstellung
Im Museum sind verschiedenste Gegenstände ausgestellt. So finden sich Autos, Puppen, Schallplatten, Eierschneider, Weihnachtspyramiden uvm. Das Museum war in Mötzow vom Frühjahr bis Herbst regelmäßig und in den Wintermonaten nur auf Anfrage geöffnet. Etwa 4.000 Besucher kamen jährlich ins Museum. Am neuen Standort Leipzig ist das Museum ganzjährig Dienstag bis Sonntag geöffnet.